# Urètre masculin
 (avril 2021).
Si vous disposez d'ouvrages ou d'articles de référence ou si vous connaissez des sites web de qualité traitant du thème abordé ici, merci de compléter l'article en donnant les références utiles à sa vérifiabilité et en les liant à la section « Notes et références ».

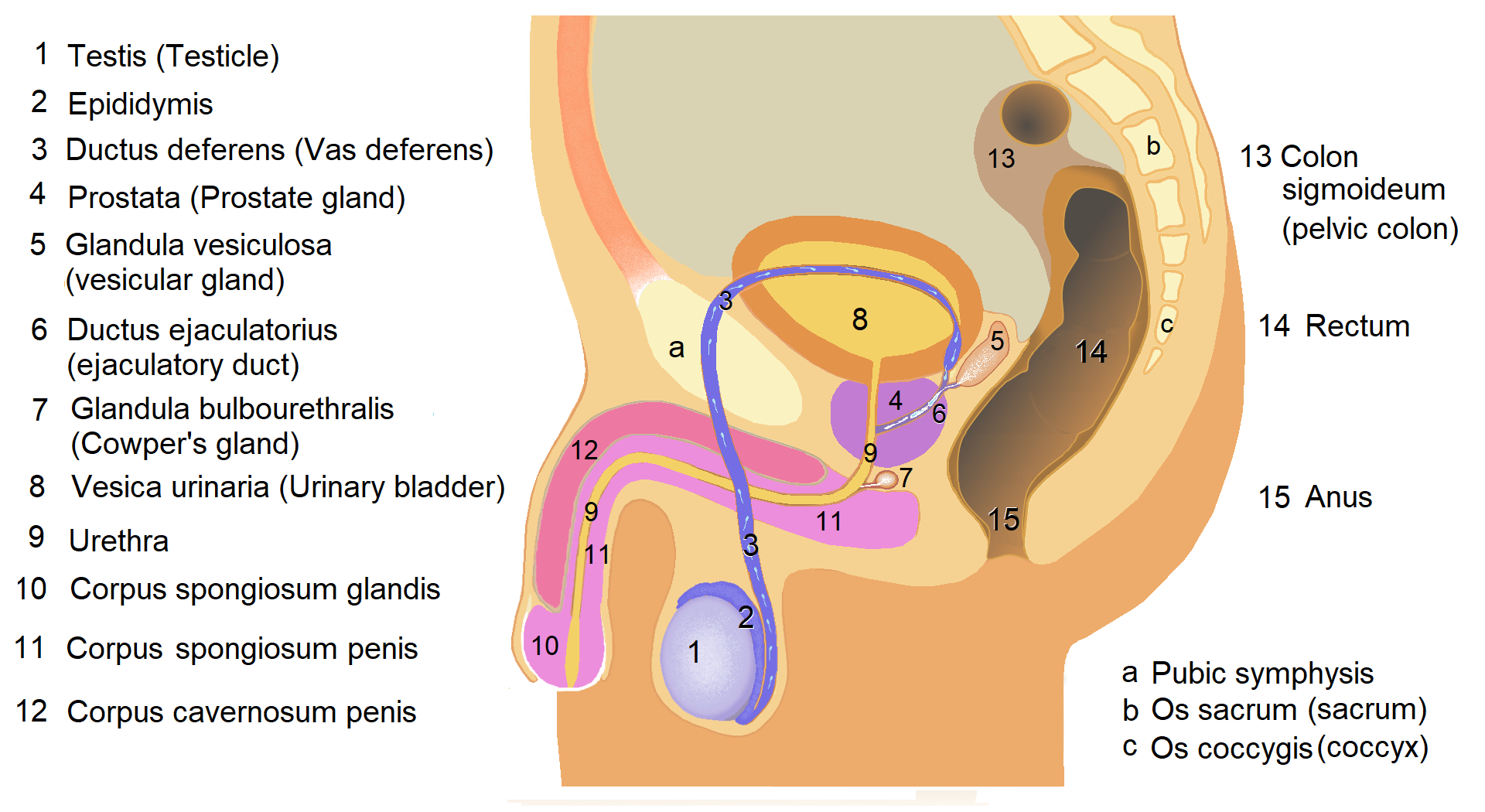
Anatomie de l’appareil génital masculin.

L'urètre masculin est l'urètre chez l'homme. C'est un conduit qui relie la vessie et les canaux éjaculateurs à l'extérieur. Il permet d'évacuer l'urine au cours de la miction et le sperme au cours de l'éjaculation.

## Trajet et subdivisions
L'urètre masculin est un conduit reliant le col de la vessie à l'extrémité distale du pénis. Il mesure approximativement 18 cm de long et son diamètre est de 10 mm. On lui distingue une partie postérieure et une partie antérieure. L'urètre postérieur est subdivisé en parties préprostatique, prostatique et membranacée. L'urètre antérieur (ou spongieux) est subdivisé en parties bulbaire et pénienne.
L'urètre préprostatique mesure 1 cm de long ; il relie la base de la vessie et la prostate. L'urètre prostatique mesure 3 cm et traverse la prostate de haut en bas. L'urètre membranacé mesure 2 cm et traverse le diaphragme urogénital de haut en bas avec une trajectoire légèrement concave en avant. L'urètre spongieux mesure 12 cm de long et traverse le corps spongieux dans sa longueur ; sa portion bulbaire se dirige en avant, et sa portion pénienne a un trajet incurvé vers le bas.
Le trajet de l'urètre masculin présente donc deux courbures : une vers l'avant au niveau de la portion membranacée, et une vers le bas au niveau de la portion spongieuse.

## Renflement et ouvertures
Le calibre de l'urètre masculin présente trois dilatations, le sinus prostatique (en), le sinus bulbaire et la fosse naviculaire (dans le gland).
Le sinus prostatique est le siège d'un relief au niveau de la paroi postérieure, appelé  colliculus séminal (ou veru montanum). Ce relief porte trois ouvertures : l'ouverture de l'utricule prostatique, médiale, et de chaque côté de celle-ci, les ouvertures des canaux éjaculateurs. De part et d'autre du colliculus s'ouvrent les conduits prostatiques, au nombre de 15 à 20.
Le sinus bulbaire comporte les orifices des glandes bulbo-urétrales (ou glandes de Cowper). Le reste de l'urètre spongieux comporte de nombreuses dépressions, les lacunes urétrales (ou lacunes de Morgagni) dans lesquelles s'ouvrent les glandes urétrales (ou glandes de Littré), situées au sein de l'urètre. La fosse naviculaire présente à son extrémité proximale un repli transversal appelé valvule de la fosse naviculaire (ou valvule de Guérin).